# Quand ma fille dérape...
Pour plus de détails, voir Fiche technique et Distribution.
Quand ma fille dérape... (titre original : Psycho BFF, ou American Psychos) est un téléfilm américain réalisé par Jared Cohn, sorti en 2019. Il met en vedettes dans les rôles principaux Juliana Destefano, Alexandra Doke et Kate Watson.

## Synopsis
Depuis le suicide de sa mère, la jeune Olivia souffre de troubles obsessionnels. Elle opère un transfert sur ses amies. Elle a tendance à trop leur demander. Après une dispute avec sa meilleure amie, Liberty, elle la pousse du haut d’un pont, mais la police ne peut prouver sa culpabilité. Olivia jette ensuite son dévolu sur Deandra, une adolescente timide qui vient d'arriver dans un nouvel établissement scolaire et qui a du mal à nouer des amitiés. Elle fait la connaissance d’Olivia et bientôt, les deux adolescentes sont inséparables. Renee, la mère de Deandra, est d’abord ravie que sa fille se soit enfin fait une amie. Mais rapidement, la situation dérape. L’autoritarisme initial d’Olivia se transforme en abus émotionnel. Quand Renee se rend compte qu'Olivia est toxique pour sa fille, Olivia a déjà réussi à convaincre Deandra de partir avec elle à New York en stop, pour rejoindre son père, sans prévenir sa mère. Renee se lance dans une recherche désespérée de sa fille, avant qu’il ne soit trop tard et qu’elle ne la perde pour toujours. L'histoire d’Olivia avec Liberty est sur le point de se répéter.

## Distribution
- Juliana Destefano : Deandra
- Alexandra Doke : Olivia
- Kate Watson : Renée
- Jessica Buda : Solange
- Michael Scovotti : l'officier Janz
- Paige McGarvin : Adele
- Lauren Esposito : Lilith
- Jordy Tulleners : Jake
- Tiana Tuttle : Liberty
- Anthony Quinn Williams : monsieur Mather
- Dominic Pace : le coach Diller
- Jonathan Thomson : le principal Green
- Mao Sun : Caleb
- Sinjin Rosa : Adam
- Thomas Steven Varga : Mac
- Sylvia Panacione : Jasmine
- Mark Schaefer : Eden
- Joe Roache : Gomez
- AnnMarie Giaquinto : Ann
- Nathan Dean Snyder : Dan
- Philip Nathanael : Hobbs
- Ani Aslanyan : Jill
- Sokrates Frantzis : le père d'Olivia
- Mallory Chevalier : le policier
- Rachel Marsh : Mental Patient Girl
- Sharon DesireeSelf : étudiante

## Production

### Tournage
Le tournage a eu lieu à Riverside, en Californie, aux États-Unis. Le téléfilm est sorti le 15 septembre 2020 en France.